# Chachagüí
Chachagüí è un comune della Colombia facente parte del dipartimento di Nariño.
Il centro abitato venne fondato da Juan Velasco nel 1574, mentre l'istituzione del comune è del 24 novembre 1992.